# 후쿠오카정 (도야마현)
후쿠오카정(福岡町)은 도야마현 니시토나미군에 존재했던 정이다. 현내 제일의 온천가인 우나즈키 온천으로 유명하다. 현 서부의 이시카와현과의 현 경계에 위치하였다. 니시토나미군의 소멸 직전에는 그 전역을 차지하고 있었으나 2005년 11월 1일에 시정촌 합병에 의해 다카오카시가 되었다.

### 산업
- 스가사 - 전국 점유율의 90%를 차지한다.스가사의 제작 기술은 '에치고 후쿠오카의 스가사 제작 기술'로서 국가의 중요 무형 민속 문화재로 지정되어 있다.
- 양잉어 - 현내 점유율의 85%를 차지한다.초중학교 급식에 잉어 튀김이 나올 때가 있다.
- 기업 - 산쿄다테야마(산쿄알루미늄사) 후쿠오카 공장·후쿠오카 니시 공장, ST메탈즈, 산쿄카세이, 후지콘, 하리타 금속, 철도 기기, 마스오카, 이세 식품 등.

## 교통

### 철도
- 아이노카제토야마 철도선
- 도야마 지방 철도 본선

## 명소·옛터·관광지·제사·최사
- 우나즈키온천
- 구로나기온천
- 가네쓰리온천
- 메이켄온천
- 조모다니온천
- 구로베 협곡
- 구로베 강
- 구로베가와 전기 기념관
- 우나즈키맥주관
- 우나즈키 국제회관 세레네, 세레네미술관
- 우나즈키 온천 스키장